# 托鉢修道会
托鉢修道会（たくはつしゅうどうかい）は、ローマ・カトリック教会における修道会の形態のひとつであり、修道会会則により、私有財産を認めていない修道会をいう。特に、ドミニコ会、フランシスコ会、聖アウグスチノ修道会、カルメル会のことを指す。
中世中期、荘園領主化した既存の修道会の腐敗に対する反省としてうまれた。元来は修道院が所属する教区内で、修道士が托鉢を行い、善意の施しによって生活して衣服以外には一切の財産をもたなかった。設立当初には修道会自体も一切の財産を保有しなかったが、修道会自体の保有規定はのちに緩和された。
既存の教会や修道会に対する厳しい批判から、従来の聖職者と激しい衝突を招く場合もあった。しかし、フランシスコ会（フランチェスコ会）、ドミニコ会ともにローマ教皇から認知され、とりわけドミニコ会は異端討伐の先兵になるなど、ローマ教皇を中心としたヒエラルキーの中に徐々に組み込まれていった。